# ينغجة (مقاطعة فامنين)
ينغجة (بالفارسية: ینگجه) هي قرية تقع في قسم بيشخور الريفي (مقاطعة فامنين) في إيران. يقدر عدد سكانها بـ 577 نسمة بحسب إحصاء 2016.